# Psáře
Psáře är en ort i Tjeckien.   Den ligger i regionen Mellersta Böhmen, i den centrala delen av landet, 50 km sydost om huvudstaden Prag. Psáře ligger 485 meter över havet och antalet invånare är 116.
Terrängen runt Psáře är huvudsakligen platt. Psáře ligger uppe på en höjd. Runt Psáře är det ganska tätbefolkat, med 58 invånare per kvadratkilometer. Närmaste större samhälle är Benešov, 19,9 km väster om Psáře. Omgivningarna runt Psáře är en mosaik av jordbruksmark och naturlig växtlighet.